# Juanjo Artero
Pour les articles homonymes, voir Artero.
Juanjo Artero, né le 27 juin 1965 à Madrid, est un acteur espagnol de cinéma, théâtre et télévision. Il s'est fait connaître en interprétant Javi dans la série Le Bel Été.

## Biographie
En 2011 il reçoit le prix Protagonistas.